# Flauto dolce
Il flauto dolce (detto anche flauto a becco o flauto diritto) è uno strumento musicale della famiglia degli aerofoni. In inglese è chiamato recorder, in francese flûte à bec, in tedesco Blockflöte.
Come il flageolet e il tin whistle, appartiene alla famiglia dei flauti dritti, in cui l'emissione del suono è provocata dall'incanalamento dell'aria in un condotto, ricavato nell'imboccatura dello strumento, che la dirige contro un bordo affilato (detto labium): l'oscillazione della colonna d'aria fra l'esterno e l'interno del labium mette in vibrazione l'aria contenuta nello strumento.

## Caratteristiche costruttive

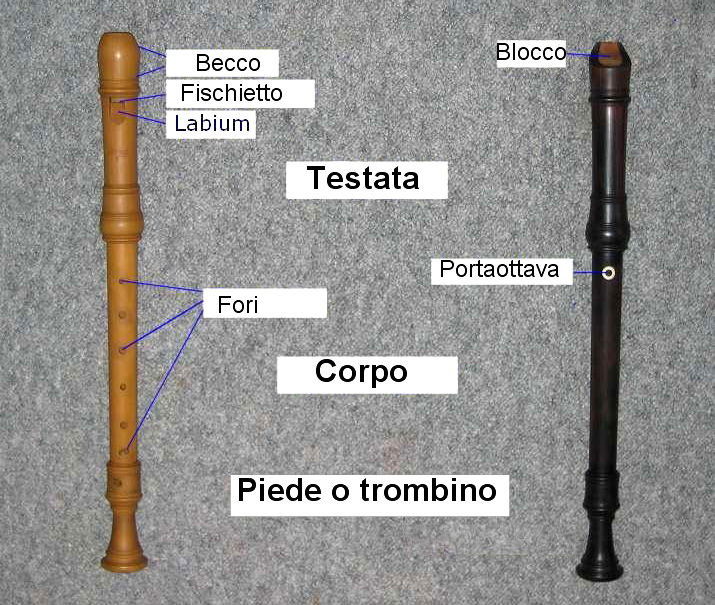
Componenti di un flauto dolce.

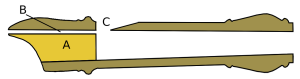
Sezione della testata di un flauto dolce.

Il flauto dolce si suona tenendo lo strumento frontalmente, a differenza del flauto traverso che si tiene orizzontale, e soffiando nel becco con le labbra. Per questo motivo il flauto dolce è a volte chiamato "flauto diritto". Esistono flauti dolci di diverse lunghezze: i flauti più lunghi hanno un suono più grave, i più corti hanno un suono più acuto.
Ha in tutto otto fori, sette sul lato anteriore e uno su quello posteriore; dei sette anteriori, i tre superiori si aprono e si chiudono con indice, medio e anulare della mano sinistra e i quattro inferiori con indice, medio, anulare e mignolo della mano destra. Il foro posteriore si apre e si chiude con il pollice della mano sinistra; viene lasciato chiuso per ottenere le note dell'ottava inferiore e scoperto parzialmente o totalmente per quelle dell'ottava superiore. Il mignolo della mano sinistra ed il pollice della destra non vengono usati (il pollice destro regge lo strumento). Il foro più basso è disallineato rispetto agli altri, per poter essere agevolmente raggiunto dal dito mignolo; nei flauti rinascimentali, in luogo del foro più basso venivano praticati due fori alla stessa altezza, in posizione simmetrica, per permettere un eventuale uso con le mani invertite (la destra in alto, la sinistra in basso): il foro non utilizzato era sigillato con la cera. Per alzare di un semitono le note più gravi è necessario tappare i fori più bassi solo a metà: nel XVIII secolo, per rendere più precisa l'intonazione delle note basse alterate, il foro più basso e quello sopra di esso furono sdoppiati in due fori ravvicinati, come si vede nei flauti dolci di costruzione moderna.
Nel flauto dolce, diversamente dal flauto traverso, non è possibile variare l'imboccatura cambiando la posizione delle labbra per adattarla a un flusso d'aria più o meno intenso: pertanto nel flauto dolce variazioni di pressione dell'aria da parte dell'esecutore producono inevitabilmente variazioni di altezza della nota emessa. Gli effetti espressivi ottenibili con il flauto dolce si basano quindi soprattutto sull'articolazione del fraseggio (la variazione del transitorio di attacco di ciascuna nota, ottenuta con diversi "colpi di lingua"), sull'uso di diteggiature alternative, e un po' meno su variazioni di intensità di volume; sono infatti ardue, ma niente affatto impossibili, ampie variazioni di intensità (piano e forte) e di effetti di crescendo e diminuendo sull'arco di frasi lunghe, che richiedono però un controllo micrometrico della diteggiatura (le dita non coprono sempre interamente tutti i buchi). In ogni caso, ampi crescendo e diminuendo non erano previsti dalla musica dell'epoca e di conseguenza gli strumenti non erano progettati per produrli; il problema può quindi eventualmente presentarsi solo nelle composizioni contemporanee.
Per contro, il fatto che l'imboccatura del flauto dolce possa essere anche molto lontana dalla bocca dell'esecutore (negli strumenti più lunghi l'aria viene soffiata attraverso un tubo di ottone detto ritorta) permette di realizzare strumenti molto lunghi (e quindi con tessitura molto bassa), cosa assai più problematica per i flauti traversi.
Proprio la diversa costruzione dell'imboccatura, che differenzia il flauto dolce dal flauto traverso, ha quindi determinato tanto la grande diffusione del flauto dolce nel Rinascimento (epoca in cui si apprezzava molto l'effetto di insiemi omogenei di strumenti che riproducessero, grazie alle diverse taglie, l'insieme delle voci umane dal basso al soprano), quanto la successiva prevalenza del flauto traverso verso la fine del XVIII secolo (allorché le possibilità dinamiche del flauto dolce risultarono inadeguate alle mutate esigenze musicali e soprattutto alle dimensioni delle sale da concerto e quindi delle orchestre) e infine l'uso massiccio del flauto dolce come strumento didattico nel XX secolo.
Lo strumento è interamente realizzato in legno; in corrispondenza delle giunzioni sono talora presenti degli anelli di metallo (negli strumenti del XVI e XVII secolo) o di avorio (negli strumenti di epoca barocca; in questi è spesso ricoperto in avorio anche il becco dello strumento); si sono conservati alcuni strumenti interamente in avorio. Dagli ultimi decenni del XX secolo è utilizzata anche la plastica per i modelli più economici ad uso didattico.
Gli strumenti di taglia maggiore hanno delle chiavi in metallo che permettono di chiudere i fori più distanti, che non sarebbero raggiungibili con le dita. Negli strumenti rinascimentali, le chiavi più basse sono coperte da una bussola di legno traforata.

## Taglie del flauto dolce "moderno"
I flauti dolci sono realizzati in varie taglie, sviluppatesi in epoca rinascimentale, quando si diffuse la pratica di eseguire con strumenti brani polifonici originariamente destinati alle voci: da questa pratica derivò la produzione di un repertorio strumentale in cui le parti mantenevano le estensioni tipiche dei registri vocali.
Nel XVI secolo non solo i flauti dolci, ma tutti gli strumenti melodici (tromboni, bombarde, viole da braccio e da gamba e perfino gli antenati del fagotto) costituivano "famiglie" formate da "soprano", "contralto", "tenore" e "basso". In alcune famiglie di strumenti (come nei flauti dolci), tutte le estensioni suonavano, rispetto alla voce umana dello stesso nome, un'ottava sopra; in altre famiglie le estensioni risultavano abbassate di un'ottava (come in alcuni strumenti ad ancia). Per similitudine con la nomenclatura dei registri dell'organo, si usa dire che gli strumenti accordati all'unisono delle voci dallo stesso nome suonano «in 8 piedi (8')», mentre quelli che suonano trasponendo un'ottava sopra o un'ottava sotto, rispettivamente, sono accordati «in 4'» o «in 16'».
Nel caso dei flauti dolci, la composizione della famiglia è cambiata nel corso dei secoli. All'epoca della riscoperta del flauto dolce nel XX secolo si è consolidata nell'uso una famiglia "standard" di 4' (ogni strumento suona un'ottava sopra rispetto alla voce umana dello stesso nome, ma la musica è scritta nella tessitura normale della voce) costituita da:
- flauto dolce soprano (in do4)
- flauto dolce contralto (in fa3)
- flauto dolce tenore (in do3, un'ottava sotto il flauto soprano)
- flauto dolce basso (in fa2, un'ottava sotto il flauto contralto)

(le ottave sono denotate secondo la notazione europea). Tuttavia, come si vedrà più oltre nella sezione sulla storia dello strumento, questa famiglia include taglie che erano effettivamente in uso in epoca rinascimentale (il tenore in do e il basso in fa; per contro, nel XVI secolo soprano e contralto erano normalmente in re e in sol) assieme a taglie tipicamente tardo-barocche (il contralto in fa), nell'ottica di rendere disponibile agli stessi strumenti tutta la letteratura che va dal tardo Medioevo alla metà del XVIII secolo. La famiglia è ampliata da due flauti di taglia più piccola:

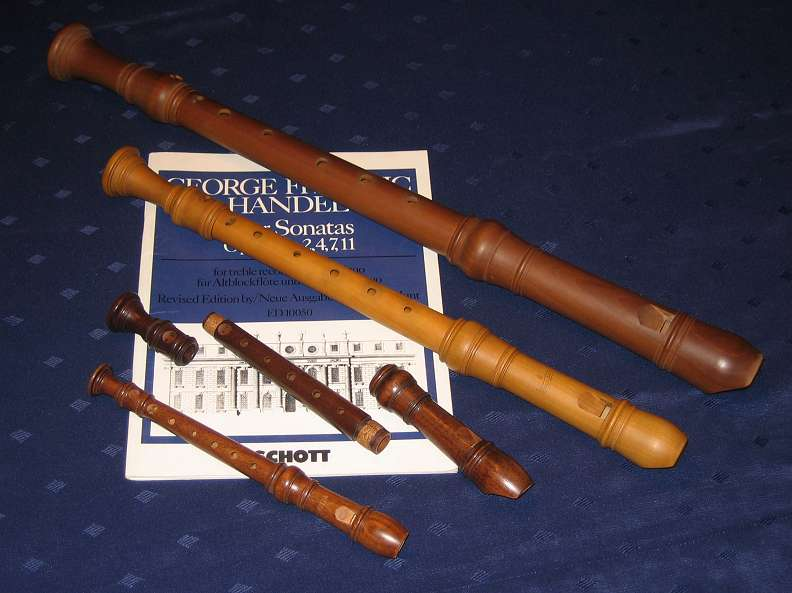
Flauti dolci di varie taglie.

- flauto dolce sopranino in fa4 (un'ottava sopra il flauto contralto)
- flauto dolce sopranino in do5 (un'ottava sopra il flauto soprano), conosciuto anche come garklein

e da due strumenti di taglia più grande:
- basso in do2 (un'ottava sotto il flauto tenore)
- gran basso in fa1 (due ottave sotto il flauto contralto)[4]

Di questi otto strumenti gli unici ad avere un utilizzo solistico nella letteratura classica sono il contralto, il soprano e il sopranino in fa. Gli altri sono impiegati prevalentemente in consort.
Il flauto dolce oggi più diffuso è il soprano in do, utilizzato in genere per l'educazione musicale nelle scuole elementari e medie, benché gran parte del repertorio solistico per il flauto dolce (specificamente, quasi tutto il repertorio barocco) sia destinato al flauto contralto in fa. I flauti "gran bassi" sono oggi usati solo da pochissimi esecutori, e nella loro versione rinascimentale originale (ad esempio dal Wiener Blockflöten Ensemble o dall'ensemble The Royal Wind Music).
Il flauto dolce moderno (che ha l'estensione del flauto tardo-barocco) produce tutte le note della scala cromatica, per un'estensione totale di due ottave e un tono. I flautisti più esperti possono superare questo limite con diteggiature e tecniche di emissione particolari.
Attualmente (XXI secolo) gli interpreti professionisti usano flauti che riproducono con la massima aderenza possibile esemplari superstiti di strumenti coevi al repertorio eseguito; pertanto i flauti dolci con taglie e caratteristiche "moderne" sono oggi usati per la musica contemporanea, e per il resto confinati all'uso didattico e amatoriale.

## Storia

### Gli inizi
Lo schema di base del flauto a fischietto è molto comune e ne fa uno strumento molto antico. Il flauto dolce si distingue per la presenza di otto fori (sette frontali, più il portavoce), laddove altri strumenti della stessa famiglia ancora in uso, ad esempio nella musica popolare irlandese, hanno normalmente sei fori, così come in origine anche il flauto traverso prima dell'intervento di Theobald Boehm nel 1832. Inoltre la cameratura del flauto dolce, particolarmente in epoca barocca, è conica (con l'estremità più ampia verso l'imboccatura) mentre quella di strumenti simili è cilindrica.
Si fa risalire l'origine dello strumento al XIV secolo anche se alcuni documenti pittorici fanno pensare ad un'origine anteriore. Gli esemplari più antichi oggi esistenti risalgono appunto al XIV secolo: si tratta di due strumenti trovati rispettivamente nel 1940 in un fossato a Dordrecht nei Paesi Bassi, e a Gottinga, in Germania, in una latrina pubblica, e di un frammento, di osso, trovato a Rodi, in Grecia. Il grande musicista e poeta Guillaume de Machaut (circa 1300-1377) cita in un suo verso fleuthe traversaines et flaustes dont droit joues quand tu flaustes, a dimostrazione che flauto diritto e flauto traverso erano entrambi in uso nel XIV secolo.
In un libro contabile del 1388 del conte Enrico di Bolingbroke (il futuro Enrico IV d'Inghilterra) si trova l'annotazione «fistula nomine Ricordo», che risulta essere la più antica menzione del nome recorder, ancor oggi usato in inglese per il flauto dolce, la cui etimologia è tuttora sconosciuta.

### Il Rinascimento
Il flauto dolce ebbe la sua massima popolarità durante il XVI e XVII secolo, quando la produzione di spartiti a stampa permise ad un vasto pubblico di dilettanti di accedere alla letteratura musicale: per costoro il flauto dolce era uno degli strumenti più accessibili e permetteva di suonare una gran quantità di melodie popolari. A testimonianza della sua popolarità, un elenco di proprietà di Enrico VIII, alla sua morte nel 1547, comprendeva ben 76 flauti dolci. Lo strumento ha lasciato traccia nella letteratura di questo periodo, ed è citato, ad esempio, in opere di Shakespeare, Samuel Pepys, John Milton.
Gli strumenti di questo periodo avevano minore conicità e cameratura più ampia rispetto agli strumenti di epoche successive; richiedevano un maggior dispendio di fiato a fronte di un suono più pieno e di maggior volume. L'estensione suonabile con facilità era di circa un'ottava e mezzo, e gli strumenti di taglia più piccola erano tipicamente in re e in sol (anziché in do e in fa). Gli strumenti erano costruiti in legno di acero o di pero, o in altre essenze con simili caratteristiche; flauti soprani e contralti erano talora costruiti anche in bosso o in avorio.
In epoca rinascimentale e fino alla prima metà del XVII secolo coesistevano due distinte famiglie di flauti, quella su 8' e quella su 4': la prima eseguiva la musica all'altezza reale, la seconda un'ottava sopra. Le due famiglie erano utilizzate in alternativa l'una all'altra, a seconda delle esigenze musicali. Le taglie del flauto dolce in quest'epoca sono quindi assai numerose (più di qualunque altro strumento coevo): gli strumenti più acuti (soprani e contralti) appartenevano alla famiglia di 4', quelli più gravi (gran bassi) alla famiglia di 8', mentre quelli intermedi (tenore e "bassetto") erano usati come strumenti gravi nella famiglia di 4' oppure come strumenti acuti nella famiglia di 8'.
I trattatisti rinascimentali Virdung (1511), Agricola (1529) e Ganassi (1535) descrivono solo tre taglie di flauto: 
- soprano in sol (che oggi chiameremmo "contralto"[9])
- tenore in do
- basso in fa

Lo scienziato e umanista Gerolamo Cardano, nel suo trattato De musica (1541), descrive anche un flauto soprano in re.

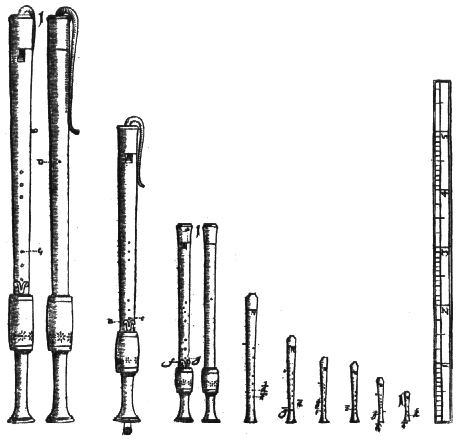
Flauti tardorinascimentali, da Syntagma musicum di Michael Praetorius, 1619. La scala di riferimento (a destra) mostra che lo strumento più lungo (Groß Bass) misurava circa due metri (ed era, come gli altri, in un pezzo unico).

Michael Praetorius, nel suo trattato di organologia del 1619, indica i seguenti strumenti (rappresentati nell'illustrazione riportata a fianco):
- Klein flöttlin (sopranino) in sol4
- Discant (soprano) in re4
- Discant (soprano) in do4
- Alt (contralto) in sol3
- Tenor (tenore) in do3
- Bassett (basso) in fa2
- Bass (basso) in si♭1
- Groß Bass (gran basso) in fa1

Alcuni gran bassi in fa1 erano dotati di un sistema di chiavi che ampliava l'estensione nel grave fino al do1. Strumenti di questo tipo sono descritti nel trattato di Mersenne (1636), ed è giunto fino a noi uno strumento rinascimentale lungo 260 cm, conservato al Museo del Mercato delle Carni di Anversa.
Gli strumenti di epoca rinascimentale tuttora conservati sono relativamente pochi, se rapportati alla diffusione del flauto dolce all'epoca, ma comunque largamente sufficienti a fornire informazioni precise sulle loro caratteristiche sonore e costruttive: notevoli sono una famiglia (incompleta) di strumenti, conservata a Norimberga ancora in condizioni suonabili, tre strumenti di grossa taglia conservati al Kunsthistorisches Museum di Vienna, e tredici flauti conservati nel Museo dell'Accademia Filarmonica di Verona. Una cinquantina di strumenti tuttora esistenti portano il marchio della famiglia italiana Bassano, costruttori di strumenti a fiato di grande notorietà in tutta Europa nel XVI secolo.

### L'epoca barocca
Nel corso del XVII secolo il flauto dolce fu modificato in maniera significativa: i maggiori cambiamenti costruttivi sono attribuiti alla famiglia Hotteterre, attiva a Parigi fra la metà del XVII secolo e la metà del secolo successivo. Le modifiche apportate ebbero effetto sul timbro (per la conicità più accentuata, che determina una prevalenza delle armoniche dispari nello spettro del suono emesso) e lo resero uno strumento completamente cromatico su due ottave. Molti compositori importanti prescrissero esplicitamente l'uso del flauto dolce nelle loro opere.
Sono oggi conservati nel mondo (in musei o collezioni private) più di mille esemplari risalenti ai secoli XVII e XVIII, opera dei costruttori P. Bressan, J. e J.C. Denner, Stanesby sr. e jr., Oberlender, Gahn, Rippert, Schell, famiglia Schrattenbach, Boekhout, famiglia Hotteterre, Haka, Mahillon, Heitz, famiglia Rottenburgh, Beukers, Aardenberg, Steenbergen, Kynseker, Anciuti e G. Walch; la taglia più rappresentata è il contralto, e in maggioranza sono costruiti in legno di bosso.
Nel XVII secolo e all'inizio del XVIII secolo il flauto dolce era chiamato semplicemente flauto, mentre il flauto traverso si chiamava esplicitamente (flauto) traverso, (flauto) traversiere o traversa; nel XVIII secolo il flauto traverso accrebbe la propria importanza come strumento solistico, e circa dalla metà del secolo si iniziò a designare quest'ultimo come "flauto", determinando qualche incertezza interpretativa ai nostri giorni (che tuttavia in genere è di facile soluzione in base all'estensione e alla tonalità del brano, dato che l'estensione del flauto traversiere inizia una terza sotto rispetto al flauto dolce contralto e privilegia le tonalità con i diesis rispetto a quelle con i bemolli, più adatte al flauto dolce). Johann Sebastian Bach scrisse il suo quarto Concerto Brandeburghese, oggi suonato con flauti dolci, per due "flauti d'echo", un termine che lascia qualche interrogativo sul tipo di strumento richiesto. Il musicologo Thurston Dart credette che si trattasse di uno strumento di origine francese ("flageolet") simile al flauto dolce ma intonato un'ottava sopra, che in quegli anni era piuttosto noto grazie all'uso che di esso faceva un virtuoso londinese di origine francese, James Paisible. Altri sostengono che Bach volesse indicare uno strumento chiamato appunto flauto d'eco, un esemplare del quale è visibile a Lipsia, costituito di due flauti dolci in Fa, collegati tramite cinghie di cuoio, e disposti per avere volumi diversi. Antonio Vivaldi scrisse tre concerti per flautino, uno strumento che è ciò che oggi chiamiamo flauto dolce soprano e sopranino, anche se nel XX secolo le esecuzioni di queste composizioni hanno utilizzato solitamente un ottavino prima dell'affermarsi delle esecuzioni storicamente informate.
Poiché il flauto era strumento diffuso fra i dilettanti, nel XVIII secolo furono pubblicate numerose trascrizioni per flauto di sonate per violino, per esempio la (discussa) trascrizione di sonate di Arcangelo Corelli ad opera di John Walsh (Londra, 1702). Viceversa, buona parte delle sonate dell'epoca barocca per strumento a fiato solo (con o senza basso continuo) si possono eseguire indifferentemente sul flauto dolce, sul flauto traverso o sull'oboe (quest'indicazione è spesso fornita esplicitamente nel frontespizio delle raccolte dell'epoca), quindi la loro esecuzione con il flauto dolce non si deve considerare una "trascrizione", nemmeno quando essa necessita della trasposizione del pezzo una terza minore sopra, secondo la prassi indicata da Jacques Hotteterre nel 1715.
Il fatto che dopo la metà del XVII secolo si sia iniziato (probabilmente ad opera degli Hotteterre) a costruire i flauti dolci in tre parti, mentre nel Rinascimento erano costruiti in un pezzo unico o al massimo in due pezzi (anche i più grandi), riflette un significativo cambiamento nella figura del flautista professionista. Nel Rinascimento, gli strumentisti erano al servizio delle corti, e gli strumenti che usavano non erano di loro proprietà, bensì della cappella di corte. Tutti gli strumenti a fiato costruiti per una stessa cappella erano accordati su uno stesso La, ma quest'ultimo poteva variare moltissimo fra una cappella e l'altra (anche di più di mezzo tono). In seguito, i più noti virtuosi di flauto iniziarono a spostarsi da una città all'altra per le loro esibizioni, portando con sé i loro strumenti, e il problema di doversi adeguare ad altezze del La tanto diverse fu risolto costruendo il flauto in tre sezioni (il flauto traversiere addirittura in quattro): per piccole variazioni di accordatura era sufficiente inserire la sezione centrale più o meno profondamente nella testata (come si fa tuttora). Oltre un certo limite era necessario sostituire del tutto la sezione centrale con una di lunghezza diversa e con le distanze fra i fori alterate proporzionalmente: nel caso dei flauti traversi, molti strumenti dell'epoca giunti fino a noi hanno diverse sezioni centrali di ricambio, mentre non ci sono pervenuti flauti dolci con questa caratteristica; tuttavia alcuni costruttori moderni producono riproduzioni di strumenti antichi con sezioni centrali intecambiabili adattate a diverse accordature. Gli strumenti di epoca barocca erano costruiti in legni molto duri, come il bosso o l'ebano. Diversi costruttori realizzavano flauti in legno con il becco e le giunzioni rivestite in avorio o in argento, sia a fini estetici sia per rinforzare il legno nei punti in cui era più sottile o più sottoposto a sforzi. Alcuni strumenti erano realizzati interamente in avorio.

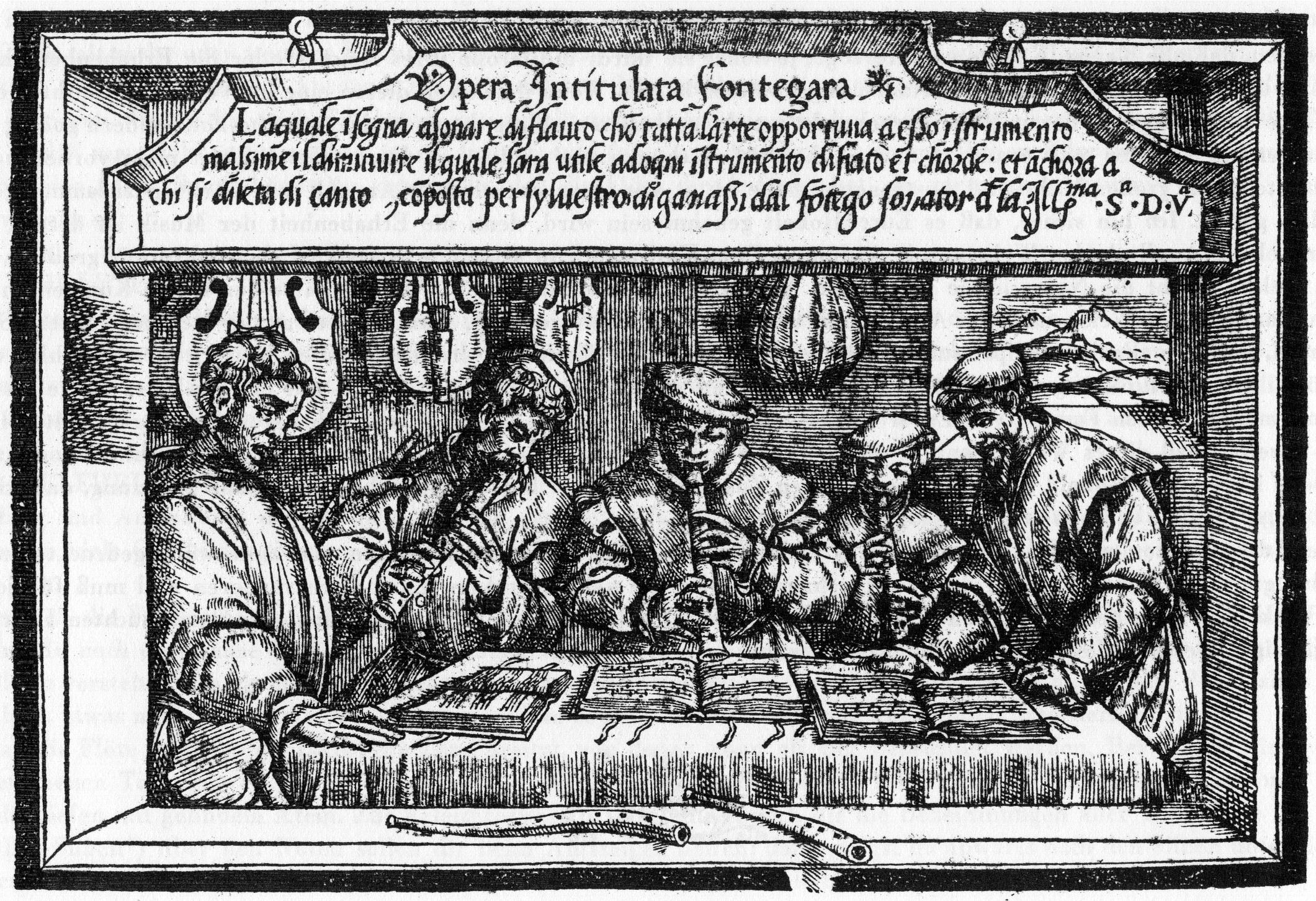
Frontespizio dell'Opera intitulata Fontegara, la quale insegna a sonar di flauto con tutta l'arte opportuna... (1535)

### Classicismo e romanticismo
Dalla metà del diciottesimo secolo il flauto traverso ottiene sempre più apprezzamento a scapito del flauto dolce. La radicale trasformazione del flauto traverso ad opera di Theobald Boehm, fra il 1832 e il 1847, rende quest'ultimo strumento definitivamente più adatto a figurare nell'orchestra sinfonica. L'ultima apparizione di qualche rilievo del flauto dolce è nell'opera di Gluck Orfeo ed Euridice, del 1762, dove viene usato come suono evocativo dell'aldilà.
Nei primi anni del XIX secolo comparve uno strumento chiamato csakan, molto simile al flauto dolce e con la stessa diteggiatura, probabilmente inventato da Anton Heberle (che lo usò per la prima volta in un concerto nel 1807). Lo csakan godette di una notevole popolarità a Vienna e in tutta l'area austro-ungarica: fra il 1807 e il 1845 furono pubblicati oltre 400 brani di musica per csakan (solo o con accompagnamento di chitarra o pianoforte), per lo più destinati a musicisti dilettanti. Lo csakan era spesso costruito nella forma di un bastone da passeggio, con la testata nell'impugnatura, a somiglianza di alcuni strumenti popolari ungheresi.

### Il XX secolo e la riscoperta
Lo strumento venne riscoperto nell'ambito del movimento di riscoperta della musica antica, nella prima metà del secolo, ad opera di Arnold Dolmetsch in Inghilterra, degli insegnanti del Conservatorio di Bruxelles - dove Dolmetsch aveva studiato - e nei concerti tenuti alla Bogenhausen Künstlerkapelle (l'orchestra degli artisti di Bogenhausen) in Germania, dove nello stesso periodo operavano, a favore del flauto dolce, anche Wilibald Gurlitt, Werner Danckerts e Gustav Schecky. Carl Dolmetsch, il figlio più giovane di Arnold, si dedicò a partire dagli anni trenta alla costruzione di strumenti in cui introdusse singolari innovazioni per permettere una maggiore escursione dinamica e diteggiature alternative, consistenti in chiavi aggiuntive poste sulla faccia posteriore del becco e sul foro terminale del flauto; queste innovazioni non godettero di grande fortuna, e nella seconda metà del XX secolo è stata sempre più incentivata, nell'uso professionistico, la produzione di copie accurate dei pochi esemplari di epoca rinascimentale e barocca che sopravvivono in musei o collezioni private.

#### Uso nelle scuole

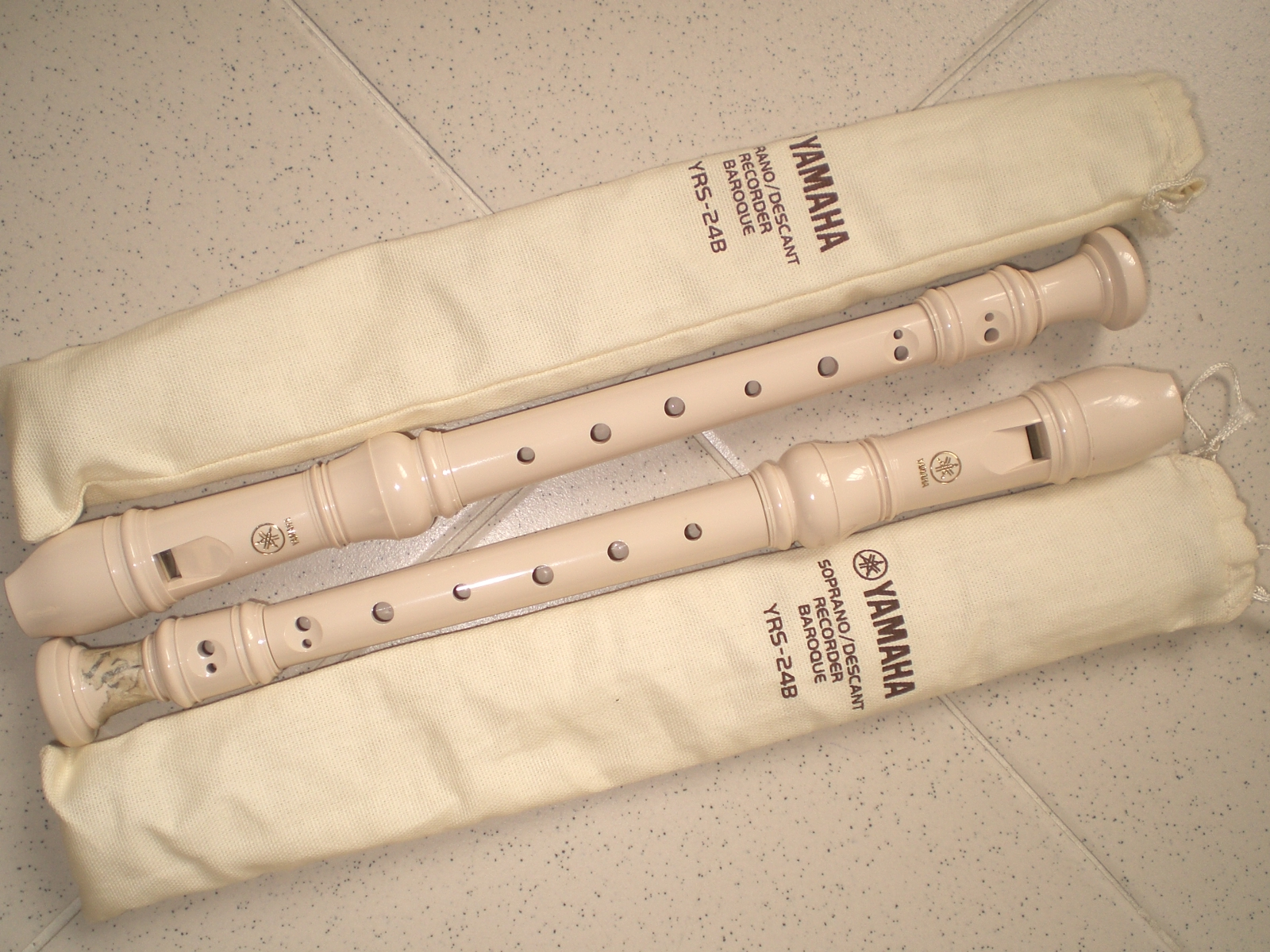
Due flauti in plastica (Yamaha).

Nella seconda metà del XX secolo divenne possibile produrre flauti di bachelite e poi di plastica; in questo modo i flauti dolci divennero economici e veloci da produrre. Il rinnovato interesse per lo strumento, unito a questa circostanza, fece sì che lo strumento divenisse il più utilizzato per la didattica nelle scuole, soprattutto per il basso costo, la facile emissione sonora e la ridotta distanza fra i fori, che rende il flauto soprano in do adatto anche a mani molto piccole. Il flauto dolce, inoltre, non pone ai principianti i problemi di intonazione tipici degli strumenti ad arco, né i problemi di acquisizione dell'imboccatura che si incontrano in quasi tutti gli altri strumenti a fiato, sia labiali che ad ancia che a bocchino.
Nella costruzione di strumenti per uso didattico, la scuola inglese mantenne la diteggiatura standard dell'epoca barocca, nella quale il quarto grado della scala diatonica dello strumento (che negli strumenti in Do corrisponde alla nota Fa, mentre in quelli in Fa corrisponde al Si♭) si ottiene con la diteggiatura detta "a forchetta" (tutti i fori chiusi eccetto quello del medio della mano destra). In Germania, invece, intorno al 1920 si pensò di alterare i diametri dei fori, ottenendo in questo modo la cosiddetta "diteggiatura tedesca", che consente di emettere la stessa nota con medio, anulare e mignolo della destra sollevati: questa diteggiatura, che nell'immediato è effettivamente più agevole, determina però un'inevitabile modifica di altre posizioni spostando semplicemente il problema in un'altra zona della tessitura, pertanto è presente solo in alcuni strumenti per principianti. Alcuni modelli molto diffusi di flauti per uso scolastico sono tuttora disponibili con l'una o con l'altra diteggiatura: questo causa non infrequenti confusioni da parte di acquirenti inesperti.

## Repertorio

### Medioevo e Rinascimento
Fino alla fine del XVI secolo, praticamente in nessuna composizione è esplicitamente indicato uno specifico strumento (se si eccettuano le intavolature per strumenti a tastiera). Il flauto dolce era ampiamente impiegato nel repertorio strumentale, e le indicazioni più significative del suo utilizzo vengono dalle numerose opere dedicate alla pratica delle variazioni strumentali su madrigali e chansons basate sulla tecnica della diminuzione. In particolare, il trattato Opera intitulata Fontegara (1535) di Silvestro Ganassi dal Fontego è specificamente dedicato al flauto dolce.
I flautisti hanno a disposizione un vastissimo repertorio di epoca rinascimentale, eseguibile con una famiglia di flauti dolci oppure insieme ad altri strumenti (broken consort): musiche di danza, fantasie e ricercari, esecuzione strumentale di madrigali e chansons.

### Barocco
In epoca barocca il flauto dolce era usato nell'ambito di formazioni diverse. Nei secoli XVII e XVIII numerose raccolte erano pubblicate senza l'indicazione dello strumento di destinazione (dato che potevano essere eseguite indifferentemente con diversi strumenti) o con indicazioni alternative; fino alla metà del '700 circa la semplice indicazione "flauto" si riferisce solitamente al flauto dolce (contralto in fa, talvolta il soprano in do), mentre il flauto traverso viene esplicitamente indicato con nomi come flauto traverso, flauto traversiere, traversa, flauto tedesco; tuttavia, a volte non è immediatamente chiara la destinazione dei pezzi e occorre esaminare la musica per determinare il tipo di flauto richiesto.
Alle soglie tra il Rinascimento e il barocco, sia Claudio Monteverdi (nell'Orfeo e nel Vespro della Beata Vergine) sia Heinrich Schütz inserirono il flauto (generalmente, una coppia di flauti) nell'organico di grandi opere sacre o profane, in occasionale alternanza agli strumenti acuti di più frequente utilizzo (violini, cornetti), per ottenere effetti timbrici particolari. Lo stesso fece, alcuni decenni più tardi, anche Henry Purcell.

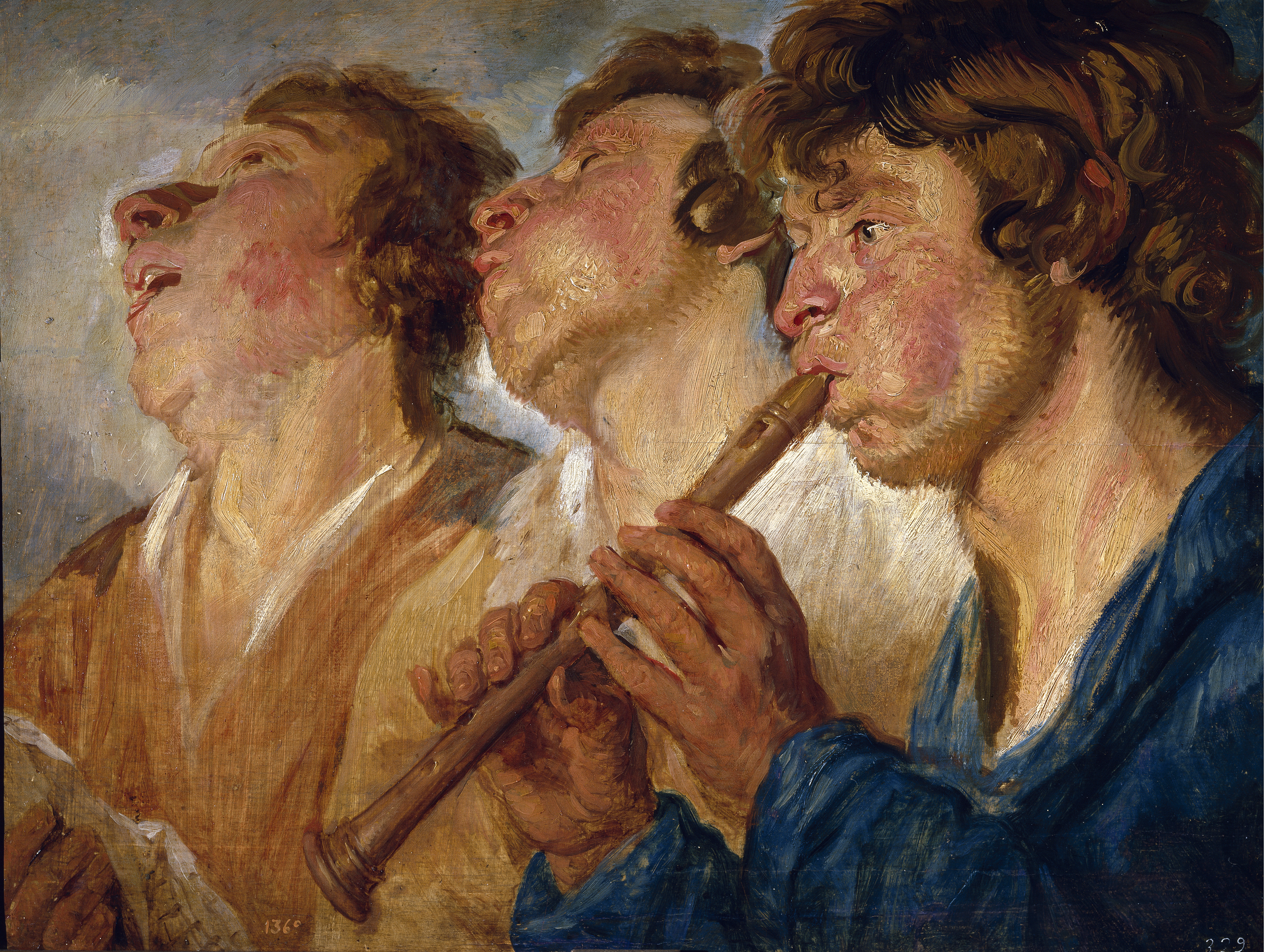
Jacob Jordaens, Tre Musicisti. Prima metà del XVII secolo. Olio su legno, 49 × 64 cm. Madrid, Museo del Prado.

Al primo barocco appartiene la prima e fino ad oggi più voluminosa opera per flauto dolce solo, il Der Fluyten Lust-hof (edizione stampata in due volumi dal 1648 fino al 1654) del flautista Jacob van Eyck di Utrecht, una raccolta di quasi 150 arie di danze, canzoni e corali molto popolari in quei tempi, ciascuna corredata da diverse variazioni progressivamente sempre più elaborate e virtuosistiche. Altre raccolte dello stesso genere, per lo più anonime, furono pubblicate in Olanda (Der Gooden Fluyt Hemel, 1644) e in Inghilterra (The division flute, 1708).
Fra le sonate da camera per strumento a fiato e basso continuo del XVIII secolo, gran parte possono essere eseguite con il flauto dolce (eventualmente con la trasposizione di una terza minore verso l'alto, che si usava già all'epoca), diversamente da quelle che sono destinate al violino e quindi comprendono un'estensione troppo grande e occasionali accordi (anche delle sonate violinistiche più popolari, fra cui quelle di Corelli e di Vivaldi, comparvero tuttavia "arrangiamenti" per flauto dolce già nella prima metà del Settecento, in Inghilterra).
Vivaldi scrisse numerosi concerti per flauto contralto e archi (o per flauto e altri strumenti concertanti), e almeno tre concerti, particolarmente virtuosistici, per "flautino“ (flauto dolce soprano e sopranino in fa), archi e basso continuo. Un'intera raccolta di dodici sonate originali per flauto dolce contralto e basso continuo di Benedetto Marcello fu pubblicata a Venezia nel 1712, e successivamente ripubblicata a Londra nel 1732. Altre raccolte di sonate per flauto furono scritte da Paolo Benedetto Bellinzani e da Giovanni Battista Sammartini, mentre Alessandro Scarlatti incluse il flauto dolce in numerose cantate o concerti grossi.
In area francese, come sappiamo dai trattati dell'epoca (in particolare quelli di Jacques Hotteterre), si preferiva il timbro del flauto traverso; tuttavia quest'ultimo poteva essere sostituito dal flauto dolce o dall'oboe (le sonate per strumento solo e basso continuo prevedevano anche come possibili alternative l'uso della ghironda (vielle) e della musette de cour, una piccola cornamusa). Chi suonava il flauto dolce poteva inoltre suonare i pezzi per flauto traverso con il flauto di voce, ossia una sorta di flauto tenore in re: immaginando una chiave di sol sulla prima linea e suonando come se fosse uno strumento in fa, l'effetto è quello della tonalità richiesta. Nelle suite francesi, il primo movimento di danza (allemande) doveva essere preceduto da un preludio, e se questo non faceva parte della suite era improvvisato dallo strumentista (senza basso continuo). Furono quindi pubblicate diverse raccolte di preludi per flauto, destinati a quest'uso.
Sappiamo dalla testimonianza diretta di Johann Joachim Quantz che il flauto traverso, quantunque fosse chiamato correntemente flûte allemande (flauto tedesco) in Francia e in Inghilterra, acquistò in Germania definitiva preminenza sul flauto dolce solo verso la metà del XVIII secolo. Johann Mattheson pubblicò dodici sonate per flauti nel 1708, e ancora dopo il 1730 Johann Christian Schickhardt pubblicò un gran numero di sonate e altre composizioni destinate al flauto dolce; ma il più vasto corpus di composizioni espressamente dedicate al flauto dolce da un singolo autore è senza dubbio quello dovuto a Georg Philipp Telemann: numerose sonate per flauto solo e basso continuo, sonate per due flauti, concerti e ouverture per uno o due flauti dolci e archi, e oltre 90 cantate che prevedono uno o più flauti dolci in organico (fra cui 13 cantate sacre per voce, flauto dolce e basso continuo). Telemann e Quantz, inoltre, scrissero brani in cui è prevista (caso rarissimo) la compresenza di flauti dolci e flauti traversi: la triosonata in Do maggiore per flauto dolce, flauto traverso e basso continuo di Quantz, il concerto in mi minore per flauto dolce, flauto traverso e archi TWv 52:e2 di Telemann, e l'Ouverture in si bemolle maggiore TWV 55:B6, sempre di Telemann, che prevede due flauti traversi e un flauto dolce come strumenti concertanti. Johann Sebastian Bach ha usato i flauti dolci contralto come strumenti solisti nei Concerti brandeburghesi no. 2 e 4, oltre che in 19 cantate e nella Passione secondo Matteo.
In Inghilterra il flauto dolce era estremamente popolare come strumento amatoriale; oltre a numerose trascrizioni per flauto di sonate originariamente destinate ad altri strumenti, furono pubblicate raccolte di sonate e concerti espressamente dedicate al flauto da parte di compositori tedeschi o italiani che lavoravano a Londra, in primo luogo Georg Friedrich Händel che rielaborò come sonate per flauto e basso continuo sue precedenti composizioni di successo (inclusi concerti per organo e archi), e inoltre Johann Christoph Pepusch, Gottfried Finger, Nicola Matteis, Giuseppe Sammartini (a cui è dovuto un concerto per flauto dolce soprano e archi), Francesco Maria Veracini, Francesco Barsanti e molti altri compositori non attivi in Inghilterra ma colà molto apprezzati, fra cui Francesco Mancini.

### XX e XXI secolo
Dopo un oblio pressoché completo nel corso del XIX secolo, il flauto dolce fu riscoperto dai compositori nei primi decenni del XX secolo. Fra i primi autori del Novecento a scrivere opere originali per flauto dolce si trovano Paul Hindemith (1932) e diversi suoi allevi, e in seguito Benjamin Britten, Edmund Rubbra, Luciano Berio, Jürg Baur, John Tavener, Malcolm Arnold, Michael Tippett, Leonard Bernstein, Erhard Karkoschka, Mauricio Kagel, Kazimierz Serocki, Gordon Jacob, Bertold Hummel. Negli ultimi decenni del XX secolo la letteratura per il flauto dolce è cresciuta considerevolmente e sta crescendo anche nel XXI secolo, grazie a numerose nuove composizioni commissionate dagli interpreti.
Di tanto in tanto, il flauto dolce viene anche usato nella musica pop e rock, per esempio in canzoni dei Beatles, dei Rolling Stones, di Jimi Hendrix o di Led Zeppelin. Nel jazz, troviamo il flauto dolce nelle composizioni di Keith Jarrett, Pete Rose o Paul Leenhouts. Anche nella musica folk e nelle colonne sonore cinematografiche i flauti dolci hanno una certa importanza.